# Cour suprême prussienne
La Cour suprême prussienne est une cour suprême à Berlin pour la Prusse de 1782 à 1879 et relève directement du ministère de la Justice. Une décision de la Cour suprême qui est encore bien connue aujourd'hui est l'affaire Rose-Rosahl (de) de 1858.

## Histoire

### Cour suprême secrète
La "Cour suprême secrète" est créé le 30 novembre 1782. Il remplace le tribunal supérieur d'appel de Berlin (1703-1748), qui a été créé à la suite du Privilegium de non appellando (de). La cour suprême est compétent pour toute la Prusse. À la suite de l'expansion du territoire prussien au XIXe siècle, la compétence locale est à nouveau limitée et les territoires nouvellement acquis ont leurs propres instances de révision. En Prusse après 1819, il y a trois systèmes juridiques différents : le droit prussien, le droit coutumier et le droit français. Cette fragmentation signifie que quatre cours suprêmes sont en activité. Ainsi, le Congrès de Vienne de 1815 ajoute des territoires qui ont les codes napoléoniens. Depuis 1819, la Cour d'appel et de cassation de Rhénanie est responsable de ces zones de droit français, qui comprennent à peu près la province de Rhénanie. En Nouvelle-Poméranie-Antérieure, c'est la cour d'appel supérieure de Greifswald (de) qui statue depuis 1815 en tant que cour de révision selon le droit commun, qui s'appliquait auparavant en Poméranie suédoise. La province de Posnanie dispose depuis 1817 de sa propre instance de révision dans le deuxième sénat de la cour d'appel supérieure de Posen. La Cour de révision de Berlin est compétente pour le territoire de droit commun de la partie de la rive droite du Rhin du district de Coblence. La Chambre d'appel et le Tribunal d'État supérieur de Francfort sont les tribunaux de dernière instance de 1803 à 1826. Après 1834, la Chambre d'appel demeure la dernière instance lorsqu'elle statue en sa qualité de conseil privé de justice (de). La révision des procédures pénales politiques contre les démocrates est confiée au Conseil privé de justice de la Chambre d'appel du Vormärz. En 1833, les révisions ne peuvent plus être déléguées aux cours d'appel. En 1834, le conseil de révision de Posen est dissous. Depuis 1843, trois membres du tribunal supérieur de censure sont également membres du tribunal supérieur de justice. Jusqu'en 1857, les présidents du Tribunal supérieur de justice sont directement responsables devant le roi et dépendaient du ministère de la Justice.

### Cour suprême
Après la Révolution de Mars 1848, l'Assemblée nationale prussienne appelle à l'unification des cours suprêmes dans l'article 88 de la Charte Waldeck. Le motif est "l'objectif souhaitable d'une unité dans les formes d'administration de la justice". Malgré la résistance des juristes rhénans, les constitutions imposées en 1848/1850 maintiennent cette disposition dans les articles 91 et 92. Dès l'ordonnance de janvier 1849, la Cour suprême remplace la cour d'appel supérieure de Greifswald comme instance de révision. La constitution prussienne de 1850 a des conséquences importantes pour l'organisation judiciaire. Désormais, la loi de mars 1852, ne crée plus qu'un seul tribunal suprême pour l'ensemble de la Prusse, la Cour suprême. Les tribunaux d'État supérieurs, appelés cours d'appel, sont ajoutés au tribunal supérieur en tant qu'instance intermédiaire. Le 1er janvier 1853, la Cour suprême secrète est rebaptisée Cour suprême pour refléter le nouveau principe des audiences publiques. En 1851, l'incorporation des terres de Hohenzollern au sud de l'Allemagne en 1850 élargit les compétences de la Cour suprême. En 1852, un parquet général autonome, composé d'un procureur général et de trois procureurs en chef, est ajouté. Une décision connue de la Cour suprême, qui est encore pertinente aujourd'hui, concerne l'affaire Rose-Rosahl (de) de 1858.
En 1867, une deuxième Cour suprême est à nouveau créée. À la suite des annexions de 1866, la Cour suprême devient compétent pour les révisions provenant de la ville de Francfort-sur-le-Main. Pour les nouvelles provinces prussiennes de Schleswig-Holstein, Hanovre, Hesse-Nassau et le duché de Lauenbourg ainsi que pour la principauté de Waldeck-Pyrmont, le tribunal supérieur d'appel de Berlin est créé en 1867. En 1874, les tribunaux sont réunis.

### Dissolution
Avec la création du tribunal supérieur impérial de commerce (de) à Leipzig en 1869, la Cour suprême lui confie les affaires commerciales et les lettres de change. En 1879, le tribunal impérial de Leipzig remplace la Cour suprême prussienne en tant que tribunal de dernier ressort. Le tribunal est supprimé. 25 juges de la Cour suprême sont nommés à la Cour impériale. 19 juges prennent leur retraite.

## Structure
En 1874, la Cour suprême compte huit sénats avec un président à leur tête, cinq vice-présidents et 62 conseillers de la Cour suprême. Un sénat traite du droit des personnes, deux sénats s'occupent du droit des biens, un sénat s'occupe du droit des obligations, deux sénats s'occupent des questions de droit civil du domaine du droit rhénan et des domaines que la cour d'appel supérieure a entretenue jusqu'en 1874. Il y a un sénat pour les affaires pénales et un sénat pour les affaires disciplinaires. Les litiges entre les sénats sont tranchés par une assemblée plénière qui réunit tous les sénats.

## Présidents en chef ou (à partir de 1850) premiers présidents
- 1784–(1802) baron Eberhard von der Reck
- (1803)−1804 Jean (v.) Koenen
- 1804–1833 Heinrich Dietrich von Grolman
- 1833–1844 Wilhelm Friedrich Sack, fils aîné de l'aumônier de la cour Friedrich Samuel Gottfried Sack
- 1844–1854 Heinrich Gottlob Mühler (à partir de 1851 von Mühler)
- 1854–1878 Alexander von Uhden (de)

## Autres membres notables
- Carl Gottlieb Svarez (1787–1798)
- Carl Friedrich Ernst Aschenborn (de) (1816–1827)
- Johann David Naumann (de) (1820–1824)
- Karl Friedrich Eichhorn (1834–1847)
- Georg Friedrich Puchta (de) (1844–1846)
- Benedikt Waldeck (1844–1849 und 1849–1870)
- Carl Gustav Homeyer (1845–1867)
- August Wilhelm Heffter (de) (1846–1868)
- Wilhelm Bornemann (de) (1848–1864)
- Karl Friedrich Benjamin Löwenberg (de) (1848–1871)
- Theodor Goltdammer (de) (1852–1870)
- Peter Reichensperger (1858–1879)
- Otto Georg Oppenheim (de) (1873–1879)
- Hermann von Schelling (1874–1875)

## Bibliografie (sélection)
- Wiebke Mund: Das preußische Ehescheidungsrecht in der Judikatur des Berliner Obertribunals von 1835 bis 1879, Frankfurt a. M. [u. a.] 2008.
- Simone Leona Schmüser: Die Anwendung der Vorschriften des Allgemeinen Landrechts für die Preußischen Staaten über die eheliche Gütergemeinschaft in der Praxis des Königlichen (Geheimen) Obertribunals in der Zeit von 1837 bis 1879, Frankfurt a. M. [u. a.] 2007.
- Obertribunal. In: Meyers Großes Konversations-Lexikon. 6. Auflage. Band 14, Bibliographisches Institut, Leipzig/Wien 1908, S. 874.
- Wilhelm Friedrich Karl Starke: Darstellung der bestehenden Gerichtsverfassung in dem preussischen Staate, Berlin 1839, S. 145ff..

## Recueils de décisions
- Seligo/Kuhlmeyer/Wilke I. (Hrsg.): Die Präjudicien des Geheimen Obertribunals (zu Berlin) seit ihrer Einführung im Jahre 1832 bis zum Schlusse des Jahres 1848, nach der Paragraphenfolge der Gesetzbücher geordnet, und mit einem alphabetischen Sachregister versehen, Berlin 1849 (BSB-Digitalisat; Google eBook).
- Obertribunals-Rechtsanwälte (Hrsg.): 
  - Archiv für Rechtsfälle aus der Praxis der Rechtsanwälte des Königlichen Ober-Tribunals, Berlin 1856–1857, 22 Bände (Band 1 bis 22 als BSB-Digitalisat) und der Nachfolger
  - Archiv für Rechtsfälle, die zur Entscheidung des Königlichen Ober-Tribunals gelangt sind, Berlin 1857–1879, 100 Bände (Band 23 bis 32 als BSB-Digitalisat).
- Obertribunalsräte (Hrsg.): Entscheidungen des Königlichen Obertribunals, Berlin 1837–1879, 83 Bände (Band 3 (1838-3) bis Band 77 (1876)) als BSB-Digitalisat).
- Striethorst: Archiv für Rechtsfälle aus der Praxis des Obertribunals, Berlin 1851–1880.
- Hugo Rehbein (de): Die Entscheidungen des vormaligen preußischen Obertribunals, Berlin 1884–95, 4 Bände.
- Friedrich Oppenhoff (de): Rechtsprechung des Obertribunals in Strafsachen, Berlin 1861–1879, 20 Bände.